# Sayornis phoebe
Sayornis phoebe é uma espécie de ave da família Tyrannidae. É encontrada no América do Norte.